# Вулфборо (Нью-Гемпшир)
Вулфборо (англ. Wolfeboro) — місто (англ. town) в США, в окрузі Керролл штату Нью-Гемпшир. Населення — 6416 осіб (2020).

## Демографія
Згідно з переписом 2010 року, у місті мешкало 6269 осіб у 2839 домогосподарствах у складі 1848 родин. Було 4443 помешкання
Расовий склад населення:
| - 97,6 % — білих - 0,8 % — азіатів - 0,2 % — корінних американців - 0,2 % — чорних або афроамериканців |

До двох чи більше рас належало 1,0 %. Частка іспаномовних становила 1,3 % від усіх жителів.
За віковим діапазоном населення розподілялося таким чином: 17,9 % — особи молодші 18 років, 54,1 % — особи у віці 18—64 років, 28,0 % — особи у віці 65 років та старші. Медіана віку мешканця становила 52,1 року. На 100 осіб жіночої статі у місті припадало 91,4 чоловіків;  на 100 жінок у віці від 18 років та старших — 88,6 чоловіків також старших 18 років.
Середній дохід на одне домашнє господарство  становив 86 400 доларів США (медіана — 50 907), а середній дохід на одну сім'ю — 105 373 долари (медіана — 72 581). Медіана доходів становила 53 207 доларів для чоловіків та 44 265 доларів для жінок. За межею бідності перебувало 5,5 % осіб, у тому числі 4,9 % дітей у віці до 18 років та 0,0 % осіб у віці 65 років та старших.
Цивільне працевлаштоване населення становило 2818 осіб. Основні галузі зайнятості: освіта, охорона здоров'я та соціальна допомога — 26,5 %, будівництво — 18,1 %, роздрібна торгівля — 12,7 %, мистецтво, розваги та відпочинок — 8,5 %.